# Florian Sénéchal
Florian Sénéchal (* 10. července 1993) je francouzský profesionální silniční cyklista jezdící za UCI WorldTeam Arkéa–B&B Hotels.

## Kariéra
Sénéchal byl s týmem Cofidis jmenován na startovní listině Tour de France 2015 a Vuelty a España 2016. V květnu 2018 byl jmenován na startovní listině Gira d'Italia 2018. V březnu 2019 získal Sénéchal své první profesionální vítězství na klasice Le Samyn.
V srpnu 2021 byl Sénéchal jmenován na startovní listině Vuelty a España 2021, kam přijel rozjíždět sprinty Fabiu Jakobsenovi. Ve třinácté etapě však o vítězství bojoval sám poté, co Jakobsen v závěrečných kilometrech odpadl. V cíli přesprintoval Mattea Trentina a dojel si tak pro své první kariérní vítězství na Grand Tours.

## Hlavní výsledky
2011
vítěz Paříž–Roubaix Juniors
Mistrovství světa
4. místo silniční závod juniorů
Trofeo Karlsberg
6. místo celkově
2012
9. místo Paříž–Roubaix Espoirs
Tour de Bretagne
10. místo celkově
2013
Okolo Jižních Čech
 celkový vítěz
 vítěz bodovací soutěže
vítěz 2. etapy
vítěz Memoriał Henryka Łasaka
2. místo De Kustpijl
4. místo Paříž–Tours Espoirs
6. místo Tour du Finistère
Paříž–Arras Tour
8. místo celkově
Boucle de l'Artois
9. místo celkově
2014
Čtyři dny v Dunkerku
6. místo celkově
La Tropicale Amissa Bongo
8. místo celkově
 vítěz soutěže mladých jezdců
2015
3. místo Tro-Bro Léon
6. místo Boucles de l'Aulne
2016
3. místo Dwars door het Hageland
3. místo Le Samyn
5. místo Classic Loire Atlantique
5. místo Tour de l'Eurométropole
Tour de Wallonie
8. místo celkově
 vítěz soutěže mladých jezdců
Driedaagse van West-Vlaanderen
10. místo celkově
2017
4. místo Le Samyn
Národní šampionát
5. místo silniční závod
6. místo Dwars door het Hageland
Čtyři dny v Dunkerku
7. místo celkově
10. místo Dwars door Vlaanderen
2018
2. místo Gran Piemonte
2. místo Dwars door Vlaanderen
3. místo Grand Prix d'Isbergues
4. místo Brussels Cycling Classic
5. místo Clásica de Almería
6. místo Münsterland Giro
2019
vítěz Le Samyn
2. místo Tour de l'Eurométropole
6. místo Paříž–Roubaix
6. místo Kuurne–Brusel–Kuurne
7. místo Binche–Chimay–Binche
9. místo Bretagne Classic
2020
vítěz Druivenkoers Overijse
2. místo Gent–Wevelgem
3. místo Bretagne Classic
Tour de Wallonie
4. místo celkově
4. místo Dwars door het Hageland
5. místo Le Samyn
BinckBank Tour
7. místo celkově
7. místo Grote Prijs Jean-Pierre Monseré
10. místo Omloop Het Nieuwsblad
2021
vítěz Primus Classic
Vuelta a España
vítěz 13. etapy
2. místo E3 Saxo Bank Classic
2. místo Clásica de Almería
3. místo Bredene Koksijde Classic
7. místo Omloop Het Nieuwsblad
Mistrovství světa
9. místo silniční závod
9. místo Kolem Flander
9. místo Dwars door Vlaanderen
2022
Národní šampionát
 vítěz silničního závodu
3. místo Dwars door het Hageland
9. místo Omloop Het Nieuwsblad
2023
3. místo Famenne Ardenne Classic
5. místo Circuit Franco–Belge
7. místo Binche–Chimay–Binche
9. místo SUPER 8 Classic
Mistrovství Evropy
10. místo silniční závod

### Výsledky na Grand Tours
| Grand Tour      | 2015 | 2016 | 2017 | 2018 | 2019 | 2020 | 2021 | 2022 |
| --------------- | ---- | ---- | ---- | ---- | ---- | ---- | ---- | ---- |
| Giro d'Italia   | —    | —    | —    | 135  | DNF  | —    | —    | —    |
| Tour de France  | 135  | —    | 161  | —    | —    | —    | —    | 107  |
| Vuelta a España | —    | DNF  | —    | —    | —    | —    | 118  | —    |

### Výsledky na klasikách
| Monument               | 2014                                   | 2015                                   | 2016                                   | 2017                                   | 2018                                   | 2019                                   | 2020                                   | 2021                                   | 2022                                   | 2023                                   |
| ---------------------- | -------------------------------------- | -------------------------------------- | -------------------------------------- | -------------------------------------- | -------------------------------------- | -------------------------------------- | -------------------------------------- | -------------------------------------- | -------------------------------------- | -------------------------------------- |
| Milán – San Remo       | —                                      | 75                                     | —                                      | 173                                    | —                                      | —                                      | —                                      | —                                      | 14                                     | 76                                     |
| Kolem Flander          | DNF                                    | 90                                     | —                                      | 40                                     | 44                                     | —                                      | 12                                     | 9                                      | 38                                     | DNF                                    |
| Paříž–Roubaix          | 49                                     | 17                                     | 26                                     | 12                                     | DNF                                    | 6                                      | NS                                     | 69                                     | 13                                     | 63                                     |
| Lutych–Bastogne–Lutych | Nikdy se nezúčastnil během své kariéry | Nikdy se nezúčastnil během své kariéry | Nikdy se nezúčastnil během své kariéry | Nikdy se nezúčastnil během své kariéry | Nikdy se nezúčastnil během své kariéry | Nikdy se nezúčastnil během své kariéry | Nikdy se nezúčastnil během své kariéry | Nikdy se nezúčastnil během své kariéry | Nikdy se nezúčastnil během své kariéry | Nikdy se nezúčastnil během své kariéry |
| Giro di Lombardia      | —                                      | —                                      | —                                      | —                                      | DNF                                    | —                                      | —                                      | —                                      | —                                      | —                                      |
| Klasika                | 2014                                   | 2015                                   | 2016                                   | 2017                                   | 2018                                   | 2019                                   | 2020                                   | 2021                                   | 2022                                   | 2023                                   |
| Omloop Het Nieuwsblad  | 19                                     | 24                                     | 17                                     | 36                                     | —                                      | DNF                                    | 10                                     | 7                                      | 9                                      | 77                                     |
| Kuurne–Brusel–Kuurne   | 74                                     | DNF                                    | 31                                     | DNF                                    | —                                      | 6                                      | —                                      | —                                      | 74                                     | 40                                     |
| Dwars door Vlaanderen  | 17                                     | DNF                                    | 25                                     | 10                                     | —                                      | 30                                     | NS                                     | 9                                      | —                                      | —                                      |
| E3 Harelbeke           | 14                                     | —                                      | —                                      | —                                      | 16                                     | 25                                     | NS                                     | 2                                      | 57                                     | DNF                                    |
| Gent–Wevelgem          | 142                                    | 19                                     | DNF                                    | 100                                    | 47                                     | —                                      | 2                                      | —                                      | DNF                                    | 27                                     |
| Bretagne Classic       | 49                                     | 43                                     | —                                      | DNF                                    | —                                      | 9                                      | 3                                      | —                                      | —                                      | DNF                                    |

| —   | Nezúčastnil se |
| DNF | Nedokončil     |
| JS  | Jede se        |
| NS  | Nekonalo se    |